# Mit Gas
Mit Gas — второй студийный альбом супер-группы Tomahawk Майка Паттона был выпущен в 2003 году на лейбле Ipecac Recordings.
Песня «Capt Midnight» появилась в титрах видеоигры 2007 года The Darkness.

## Список композиций
1. «Birdsong» — 5:10
2. «Rape This Day» — 3:12
3. «You Can’t Win» — 4:49
4. «Mayday» — 3:32
5. «Rotgut» — 2:51
6. «Capt Midnight» — 3:10
7. «Desastre Natural» — 2:58
8. «When the Stars Begin to Fall» — 2:54
9. «Harelip» — 3:30
10. «Harlem Clowns» — 3:40
11. «Aktion 13F14» — 4:55

## Участники записи
- Майк Паттон — Вокал, Клавиши
- Дуэйн Дэнисон — Гитара,
- Джон Стэниер — Ударные
- Кевин Рутманис — Бас-Гитара

## Позиции в чартах
| Год  | Чарт                   | Позиция |
| ---- | ---------------------- | ------- |
| 2003 | Top Heatseekers        | 3       |
| 2003 | Top Independent Albums | 7       |
| 2003 | Australian Album Chart | 28      |
| 2003 | Billboard 200          | 137     |